# HD 110653
HD 110653，又名CD-35 8155，SAO 203756、HR 4838，是一颗恒星，视星等为6.39，位于銀經301.25，銀緯26.5，其B1900.0坐标为赤經12h 38m 33.8s，赤緯-35° 26.5′ 4″。